# Anaxipha vicina
Anaxipha vicina är en insektsart som beskrevs av Lucien Chopard 1925. Anaxipha vicina ingår i släktet Anaxipha och familjen syrsor. Inga underarter finns listade i Catalogue of Life.